# Dithering (Bildbearbeitung)

Farbverlauf bei 300 Farben (ohne Dithering)

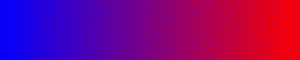
Farbverlauf bei 16 Farben (mit Dithering)

Farbverlauf bei 4 Farben (mit Dithering)

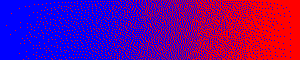
Farbverlauf bei 2 Farben (mit Dithering)

Das Dithering (von englisch to dither ['dɪðə] ‚schwanken‘, ‚zittern‘), auch als Fehlerdiffusion bezeichnet, ist eine Technik in der Computergrafik, um bei Bildern, die aufgrund technischer Einschränkungen mit verringerter Farbtiefe wiedergegeben werden müssen, die Illusion einer größeren Farbtiefe zu erzeugen. Dithering ist eine Art des Rasterns. Die Idee des Dithering geht auf den Pointilismus des Impressionismus zurück.
Bei einem geditherten Bild werden die fehlenden Farben durch eine bestimmte Pixel-Anordnung aus verfügbaren Farben nachgebildet und dadurch harte Übergänge zwischen den Farben vermieden. Das menschliche Auge nimmt das Dithering als Mischung der einzelnen Farben wahr.
Die häufigste Verwendung findet Dithering bei der Farbreduktion. In den nebenstehenden Beispielen sind Verläufe mit unterschiedlicher Anzahl an Farben zu sehen. Aus der Ferne betrachtet sind die Unterschiede kaum wahrnehmbar.

## Verfahren

Weitere Dither-Algorithmen

Für das Dithering gibt es viele unterschiedliche Algorithmen, die oft auch mit einer Fehlerstreuung arbeiten. Auftretende Rundungsfehler oder Überläufe werden dabei auf benachbarte Bildpunkte übertragen, um eine feinere Darstellung zu erreichen.
Der Floyd-Steinberg-Algorithmus ist ein erstmals 1976 von Robert W. Floyd und Louis Steinberg veröffentlichter Algorithmus. In der Bildbearbeitung wird er häufig eingesetzt, um die Farbtiefe eines Bildes zu verringern, z. B. beim Abspeichern einer GIF-Datei, ohne dabei den ursprünglichen Farbeindruck vollständig zu verlieren.
Verschiedene Arten von Dithering-Algorithmen werden von verschiedenen Bildeditoren verwendet, wobei zufälliges Dithering am häufigsten vorkommt. Während Dithering häufig verwendet wird, um das Erscheinungsbild von Grafiken geringer Qualität zu verbessern, kann es auch auf qualitativ hochwertige Bilder angewendet werden, um ihnen zusätzliche Glätte zu verleihen.
Alle digitalen Fotos sind Annäherungen an ihre Originalmotive, weil Bildschirme nicht unendlich viele Farben anzeigen können. Stattdessen werden die Farben geschätzt oder auf die nächste verfügbare Farbe gerundet. Beispielsweise kann ein 8-Bit-GIF-Bild nur 28 = 256 Farben enthalten. Dies mag für ein Logo oder eine Computergrafik ausreichen, ist jedoch zu wenig farbig, um ein digitales Foto genau darzustellen. Aus diesem Grund werden die meisten digitalen Fotos als JPEG-Bilder gespeichert, weil sie Tausende oder Millionen von Farben unterstützen.
Wenn digitale Fotos nur wenige hundert Farben enthalten, sehen sie normalerweise fleckig aus, da große Bereiche durch einzelne Farben dargestellt werden. Dithering kann verwendet werden, um dieses fleckige Erscheinungsbild zu reduzieren, indem digitales Rauschen hinzugefügt wird, um die Übergänge zwischen Farben auszugleichen. Dieses Rauschen lässt das Foto körniger erscheinen, gibt ihm jedoch eine genauere Darstellung, weil die Farben sanfter miteinander verschmelzen.